# ATP Challenger Carson
Das ATP Challenger Carson (offiziell: LA Tennis Open) war ein Tennisturnier, das von 2007 bis 2010 jährlich in Carson, Kalifornien stattfand. Es gehörte zur ATP Challenger Tour und wurde im Freien auf Hartplatz gespielt.

## Liste der Sieger

### Einzel
| Jahr     | Sieger            | Finalgegner       | Ergebnis          |
| -------- | ----------------- | ----------------- | ----------------- |
| 2010     | Donald Young      | Robert Kendrick   | 6:4, 6:4          |
| 2009 (2) | Michael Russell   | Michael Yani      | 6:1, 6:1          |
| 2009 (1) | Wayne Odesnik     | Scoville Jenkins  | 6:4, 6:4          |
| 2008     | Amer Delić        | Alex Bogomolow    | 7:65, 6:4         |
| 2007     | Alex Bogomolow    | Kei Nishikori     | 6:4, 6:3          |
| 2006     | nicht ausgetragen | nicht ausgetragen | nicht ausgetragen |
| 2005     | Justin Gimelstob  | Amer Delić        | 7:65, 6:2         |

### Doppel
| Jahr     | Sieger                               | Finalgegner                      | Ergebnis          |
| -------- | ------------------------------------ | -------------------------------- | ----------------- |
| 2010     | Brian Battistone Nicholas Monroe     | Artem Sitak Leonardo Tavares     | 5:7, 6:3, [10:4]  |
| 2009 (2) | Harsh Mankad Frederik Nielsen        | Carsten Ball Travis Rettenmaier  | 6:4, 6:4          |
| 2009 (1) | Scott Lipsky David Martin            | Lester Cook Donald Young         | 7:63, 4:6, [10:6] |
| 2008     | Carsten Ball Travis Rettenmaier      | Ryler DeHeart Daniel King-Turner | 6:4, 6:2          |
| 2007     | Bobby Reynolds Rajeev Ram            | Víctor Estrella Alberto Francis  | 7:68, 6:2         |
| 2006     | nicht ausgetragen                    | nicht ausgetragen                | nicht ausgetragen |
| 2005     | Goran Dragicevic Jan-Michael Gambill | Cody Conley Ryan Newport         | 6:4, 6:3          |